# Nicky Hofs
Nicky Hofs (Arnhem, 17 mei 1983) is een Nederlands voetbalcoach en voormalig voetballer.
Als speler stond Hofs het grootste gedeelte van zijn loopbaan onder contract bij Vitesse (3 periodes) en Feyenoord, waarmee hij in 2008 de nationale beker pakte. Daarnaast speelde hij één interland voor het Nederlands elftal. Na zijn spelerscarrière werd Hofs trainer. Hofs is een neef van de voormalig voetballers Bennie en Henk Hofs.

## Spelerscarrière

### Vitesse (eerste periode)
Hofs begon met voetballen bij de jeugd van volksclub Arnhemse Boys, de club waar zijn ooms Bennie Hofs en Henk Hofs voetbalden. Later maakte hij de overstap van De Boys naar de jeugdopleiding van Vitesse. Omdat de club geen C-junioren hadden, werd Hofs tijdelijk gestald bij Vitesse 1892. In 2002 maakte Hofs zijn debuut in het eerste elftal van Vitesse. In de winterstop van zijn vierde seizoen bij Vitesse werd hij naar Feyenoord gehaald.

### Feyenoord
Mede door slepende knieblessures werd Hofs bij Feyenoord nooit een vaste waarde. Hij maakte in vier jaar tijd 21 doelpunten in 68 competitieduels. Aan het begin van seizoen 2008/09 moest Hofs zijn rugnummer 10 inleveren en werd hij door Feyenoord op de transferlijst gezet.

### Vitesse (tweede periode)
Vlak voor het sluiten van de tranferdeadline werd hij voor het seizoen 2008/2009 verhuurd aan zijn oude club Vitesse. Feyenoord stelde voor het seizoen 2009/10 in Mario Been een nieuwe trainer aan, maar ook deze wenste geen gebruik te maken van zijn diensten, waardoor Hofs opnieuw naar een andere club mocht uitkijken. Op 17 juli 2009 kwam hij tot met Vitesse tot een akkoord voor een definitieve terugkeer. Hij tekende een contract voor twee seizoenen.

### AEL Limassol
Ondanks een doorlopend contract mocht Hofs in de zomer van 2010 transfervrij weg van Vitesse. De club kampte met financiële problemen en het salaris van Hofs drukte zwaar op de begroting. De op dat moment 27-jarige middenvelder tekende daarop een tweejarig contract bij AEL Limassol.

### Vitesse (derde periode)
In 2011 kreeg Hofs van Limassol te horen dat zijn aflopende contract niet werd verlengd. Van Theo Bos mocht hij in juni vervolgens mee komen trainen bij FC Dordrecht, om zo zijn conditie op peil te houden. Een maand later kreeg Hofs van de dan net aangestelde trainer John van den Brom toestemming om mee te komen trainen bij zijn oude club Vitesse. Tegen het einde van de voorbereiding op het nieuwe seizoen komt hij in Arnhem een eenjarig contract overeen, met de optie voor nog een jaar, die automatische gelicht zou worden als hij meer dan 20 basisplaatsen zou verwerven. Op 15 april 2012 behaalde Hofs zijn 20e basisplaats, waardoor het contract werd verlengd.
In het seizoen 2012-2013 werd Hofs, door de nieuwe trainer Fred Rutten, echter overbodig verklaard bij Vitesse. Op 30 januari 2013 werd Hofs verhuurd aan Willem II voor het restant van het seizoen. Daar speelde hij negen wedstrijden en kwam daarin niet tot scoren. Na zijn verhuurperiode beëindigde hij zijn actieve carrière om jeugdtrainer te worden bij Vitesse.

### Interlandcarrière
Hofs speelde voor meerdere vertegenwoordigende jeugdelftallen. In 2006 maakte hij deel uit van de nationale selectie voor het Europees kampioenschap voetbal onder 21, dat door Nederland werd gewonnen. Met twee goals in de halve finale en een goal in de finale had Hofs een belangrijk aandeel in de winst en eindigde hij als tweede op de topscorerslijst van het toernooi, één goal achter Klaas-Jan Huntelaar.
Op 1 maart 2006 debuteerde Hofs onder bondscoach Marco van Basten in het Nederlands elftal in een oefeninterland tegen Ecuador (1-0).
| Interlands van Nicky Hofs | Interlands van Nicky Hofs | Interlands van Nicky Hofs | Interlands van Nicky Hofs | Interlands van Nicky Hofs | Interlands van Nicky Hofs |
| No.                       | Datum                     | Wedstrijd                 | Uitslag                   | Wedstrijdverband          | Goals                     |
| ------------------------- | ------------------------- | ------------------------- | ------------------------- | ------------------------- | ------------------------- |
| 1.                        | 1 maart 2006              | Nederland - Ecuador       | 1-0                       | Vriendschappelijk         | 0                         |

## Clubstatistieken
| Seizoen                 | Club                    |                         | Competitie              | Competitie | Competitie | Beker | Beker | Internationaal | Internationaal | Overig | Overig | Totaal | Totaal |
| Seizoen                 | Club                    | Duels                   | Competitie              | Goals      | Duels      | Goals | Duels | Goals          | Duels          | Goals  | Duels  | Goals  |        |
| ----------------------- | ----------------------- | ----------------------- | ----------------------- | ---------- | ---------- | ----- | ----- | -------------- | -------------- | ------ | ------ | ------ | ------ |
| 2001/02                 | Vitesse                 | Vlag van Nederland      | Eredivisie              | 13         | 2          | 0     | 0     | –              | –              | –      | –      | 13     | 2      |
| 2002/03                 | Vitesse                 | Vlag van Nederland      | Eredivisie              | 13         | 2          | 0     | 0     | 3              | 0              | –      | –      | 16     | 2      |
| 2003/04                 | Vitesse                 | Vlag van Nederland      | Eredivisie              | 27         | 5          | 4     | 0     | –              | –              | 5      | 4      | 36     | 9      |
| 2004/05                 | Vitesse                 | Vlag van Nederland      | Eredivisie              | 16         | 6          | 3     | 0     | –              | –              | –      | –      | 19     | 6      |
| 2004/05                 | Feyenoord               | Vlag van Nederland      | Eredivisie              | 12         | 5          |       |       |                |                |        |        | 12     | 5      |
| 2005/06                 | Feyenoord               | Vlag van Nederland      | Eredivisie              | 14         | 3          |       |       |                |                |        |        | 14     | 3      |
| 2006/07                 | Feyenoord               | Vlag van Nederland      | Eredivisie              | 19         | 7          |       |       |                |                |        |        | 19     | 7      |
| 2007/08                 | Feyenoord               | Vlag van Nederland      | Eredivisie              | 23         | 6          |       |       |                |                |        |        | 23     | 6      |
| 2008/09                 | Feyenoord               | Vlag van Nederland      | Eredivisie              | 0          | 0          |       |       |                |                | 1      | 0      | 1      | 0      |
| 2008/09                 | → Vitesse               | Vlag van Nederland      | Eredivisie              | 30         | 7          | 1     | 0     | –              | –              | –      | –      | 31     | 7      |
| 2009/10                 | Vitesse                 | Vlag van Nederland      | Eredivisie              | 31         | 1          | 2     | 3     | –              | –              | –      | –      | 33     | 4      |
| 2010/11                 | AEL Limassol            | Vlag van Cyprus         | A Divizion              | 14         | 0          |       |       |                |                |        |        | 14     | 0      |
| 2011/12                 | Vitesse                 | Vlag van Nederland      | Eredivisie              | 27         | 5          | 4     | 0     | –              | –              | 4      | 2      | 35     | 7      |
| 2012/13                 | Vitesse                 | Vlag van Nederland      | Eredivisie              | 6          | 0          | 3     | 2     | 2              | 0              | –      | –      | 11     | 2      |
| 2012/13                 | → Willem II             | Vlag van Nederland      | Eredivisie              | 9          | 0          | 0     | 0     | –              | –              | –      | –      | 9      | 0      |
| Clubtotaal Vitesse      | Clubtotaal Vitesse      | Clubtotaal Vitesse      | Clubtotaal Vitesse      | 163        | 28         | 17    | 5     | 5              | 0              | 9      | 6      | 194    | 39     |
| Clubtotaal Feyenoord    | Clubtotaal Feyenoord    | Clubtotaal Feyenoord    | Clubtotaal Feyenoord    | 68         | 21         | 0     | 0     | 0              | 0              | 1      | 0      | 69     | 21     |
| Clubtotaal AEL Limassol | Clubtotaal AEL Limassol | Clubtotaal AEL Limassol | Clubtotaal AEL Limassol | 14         | 0          | 0     | 0     | 0              | 0              | 0      | 0      | 14     | 0      |
| Clubtotaal Willem II    | Clubtotaal Willem II    | Clubtotaal Willem II    | Clubtotaal Willem II    | 9          | 0          | 0     | 0     | 0              | 0              | 0      | 0      | 9      | 0      |
| Totaal                  | Totaal                  | Totaal                  | Totaal                  | 254        | 49         | 17    | 5     | 5              | 0              | 10     | 6      | 286    | 60     |

## Trainerscarrière
Na zijn spelersloopbaan ging Hofs als jeugdtrainer aan de slag bij Vitesse. Daarnaast maakte hij zijn rentree als voetballer voor MASV, de club waar hij tevens fungeerde als assistent-trainer. In het seizoen 2018/19 was hij nog enkele weken ad-interim hoofdtrainer. In 2017 werd hij toegevoegd aan de technische staf van Vitesse. Hofs was drie jaar lang assistent-trainer bij het eerste elftal onder Henk Fraser, Edward Sturing en Leonid Sloetski. Vanaf het seizoen 2020/21 werd hij hoofdtrainer van Vitesse O21, voorheen Jong Vitesse, waar hij het stokje overnam van Joseph Oosting. In september 2020 werden acht stafleden positief getest op het coronavirus, waaronder hoofdtrainer Thomas Letsch. Niet eerder werd een Nederlandse profclub in één keer zo hard geraakt. De uitbraak zorgde voor een kleine reorganisatie bij Vitesse. Sturing nam tijdelijk de honneurs waar. Hij werd geflankeerd door Johannes Spors en Hofs.

## Erelijst
Als speler
| Competitie                 | Aantal        | Jaren         |               |               |
| Nederland -21              | Nederland -21 | Nederland -21 | Nederland -21 | Nederland -21 |
| -------------------------- | ------------- | ------------- | ------------- | ------------- |
| Europees Kampioen onder 21 | 1x            | 2006          |               |               |
| Feyenoord                  |               |               |               |               |
| Winnaar KNVB beker         | 1x            | 2007/08       |               |               |

Als assistent-trainer
| Competitie         | Aantal      | Jaren       |             |             |
| Vitesse -19        | Vitesse -19 | Vitesse -19 | Vitesse -19 | Vitesse -19 |
| ------------------ | ----------- | ----------- | ----------- | ----------- |
| KNVB beker         | 1x          | 2016        |             |             |
| Vitesse            |             |             |             |             |
| Winnaar KNVB beker | 1x          | 2016/17     |             |             |